# هریت اسکات (بازیکن فوتبال)
هریت اسکات (انگلیسی: Harriet Scott؛ زادهٔ ۱۰ فوریهٔ ۱۹۹۳) بازیکن فوتبال اهل جمهوری ایرلند است.
وی همچنین در تیم ملی فوتبال زنان جمهوری ایرلند بازی کرده‌است.